# Steen Jørgensen Brahe
Steen Jørgensen Brahe, född 28 augusti 1623 på Hagenskov, död 26 februari 1677, var en dansk adelsman och äldste son till Jørgen Steensen Brahe.
År 1640 sändes Brahe utomlands för att studera och skrev samma år in sig vid universitetet i Leiden. Efter hemkomsten fick han av sin far herrgården Knudstrup i Skåne och gifte sig därefter den 6 september 1646 med Sophie Rosenkrantz, dotter till den lärde Holger Rosenkrantz. År 1653 blev han antagen som ryttmästare vid ett skånskt kompani[förklaring behövs], men fick redan 1657 avsked från denna post. Under Nordiska krigen tog han på nytt tjänst och sändes 1658 med en liten styrka till Lolland, där han dock endast kom att ta del i Nakskovs kapitulation. Då kriget åter bröt ut, gjorde han tjänst som generalkrigskommissarie under hela Köpenhamns belägring.
År 1661 var Brahe bland de adelsmän, som förseglade suveränitetsakten. Efter freden fick han liksom sina i Skåne bosatta ståndsbröder välja mellan att antingen lämna sitt jordagods eller att, i varje fall till en viss grad, ansluta sig till den nya ordningen. Han valde det sistnämnda, men när Skånska kriget utbröt, anslöt han sig liksom flertalet av sina landsmän till den danska saken och deltog som överste och partiledare i kriget, men dog redan innan dess slut i Kristianstad. I hans gravskrift heter det, att han var amtmand över Assens och Hindsgavl Amter, men det har inte lyckats att finna någon utnämning av honom till detta uppdrag.
Under skånska kriget var Steen Brahe chef för ett nyinrättat skånskt dragonregemente som upplöstes efter hans död. En rapport från mars 1677 i Danmarks rigsarkiv anger att Brahe dog av "stockfluss" efter en tids sjukdom och att man nu hade ett stort antal officerare och ett mindre antal gemena som man inte visste vad man skulle göra av med.